# Шукты
Шукты (дарг. Шукьта) — село в Акушинском районе Дагестана. Административный центр Сельсовета Шуктынский.

## География
Расположено в Акушинском (до 1934 — в Левашинском) районе Дагестана, в 10 км к юго-западу от села Акуша.

## Население
| 1888 | 1895 | 1926 | 1939 | 1970 | 1989 | 2002 |
| ---- | ---- | ---- | ---- | ---- | ---- | ---- |
| 567  | ↗570 | ↗653 | ↗669 | ↗769 | ↘586 | ↗863 |
| 2010 | 2021 |      |      |      |      |      |
| ↘613 | ↗634 |      |      |      |      |      |

## История
В селе найдена могила, датируемая 1503-1504 годами. Могила принадлежит Камилю, сыну Абдулмалика.

## Известные уроженцы
- Магомед Абакарович Чартаев (1941, Дагестанская АССР, СССР — 2001, Дагестан, Россия) — Академик Академии сельскохозяйственных наук, экономист, бессменный председатель Союза Собственников Совладельцев «Шукты».
- Камбаймагомедова Хамис (1925—2002) — Герой Социалистического Труда.
- Махтаев Махтай Шапиевич — доктор юридических наук, профессор.
- ДЖАБАЕВ САБИР КУРБАНОВИЧ- [Начальник Акушинских РЭС]